# 巴彦德日苏庙
巴彦德日苏庙，藏语名“嘎旦却莫和日楞”，当地人惯称“巴彦德日苏庙”。位于中国内蒙古自治区呼伦贝尔市新巴尔虎右旗，是一座藏传佛教格鲁派寺院。 

## 简介
蓝旗庙（俗称“巴彦德日苏庙”），1941年由日伪当局出资兴建。其前身为阿斯尔庙，1939年诺门罕战役中毁于战火，后来迁址重建。蓝旗庙位于呼伦镇，规模较大，主殿面积192平方米。
- 镶蓝旗第一佐庙：建于1941年，是两间土木结构的小庙，位于蓝旗庙附近。[1]
- 镶蓝旗第三佐庙：建于1941年，为砖瓦结构，正殿面积达到108平方米，位于蓝旗庙正殿北墙之外，文化大革命期间，因被用作粮库而幸存。1985年，当地政府与宗教人士协商，将其拆除，其建筑材料用于西庙的维修。[1]